# Верхние Буздуганы
Верхние Буздуганы (рум. Buzduganii de Sus, Буздуганий-де-Сус) — село в Унгенском районе Молдавии. Наряду с сёлами Валя-Маре, Нижние Буздуганы и Старые Морены входит в состав коммуны Валя-Маре.

## География
Село расположено на высоте 78 метров над уровнем моря.

## Население
По данным переписи населения 2004 года, в селе Буздуганий де Сус проживает 561 человек (274 мужчины, 287 женщин).
Этнический состав села:
| Национальность | Число жителей | Процентный состав |
| -------------- | ------------- | ----------------- |
| украинцы       | 387           | 68.98             |
| молдаване      | 160           | 28.52             |
| русские        | 14            | 2.5               |
| Всего          | 561           | 100%              |